# Åvattnet, Hälsingland
Åvattnet är en sjö i Ljusdals kommun i Hälsingland och ingår i Ljusnans huvudavrinningsområde. Sjön har en area på 0,61 kvadratkilometer och ligger 370,2 meter över havet. Sjön avvattnas av vattendraget Rossån.

## Delavrinningsområde
Åvattnet ingår i det delavrinningsområde (683892-149892) som SMHI kallar för Ovan 683604-149973. Medelhöjden är 389 meter över havet och ytan är 11,4 kvadratkilometer. Det finns inga avrinningsområden uppströms utan avrinningsområdet är högsta punkten. Rossån som avvattnar avrinningsområdet har biflödesordning 3, vilket innebär att vattnet flödar genom totalt 3 vattendrag innan det når havet efter 109 kilometer. Avrinningsområdet består mestadels av skog (66 procent) och sankmarker (13 procent). Avrinningsområdet har 0,73 kvadratkilometer vattenytor vilket ger det en sjöprocent på 6,4 procent.